# Марокко на зимних Олимпийских играх 1988
Марокко принимала участие в Зимних Олимпийских играх 1988 года в Калгари (Канада) в третий раз за свою историю, но не завоевала ни одной медали. Страну представляли три горнолыжника.

## Горнолыжный спорт
Спортсменов — 3
Мужчины
| Спортсмен        | Вид               | 1 попытка         | 2 попытка | Всего   | Место |
| ---------------- | ----------------- | ----------------- | --------- | ------- | ----- |
| Ахмад Уачит      | Слалом            | 1.19,17           | 1.12,36   | 2.31,53 | 41    |
| Ахмад Уачит      | Гигантский слалом | дисквалифицирован | не прошёл | -       | -     |
| Ахмед Аит Мулай  | Слалом            | 1.20,36           | 1.12,81   | 2.33,17 | 42    |
| Ахмед Аит Мулай  | Гигантский слалом | дисквалифицирован | не прошёл | -       | -     |
| Лофти Хусниалауи | Слалом            | 1.35,61           | 1.14,03   | 2.49,64 | 47    |
| Лофти Хусниалауи | Гигантский слалом | дисквалифицирован | не прошёл | -       | -     |